# Bjørn Paulsen
Bjørn Paulsen (Augustenborg, Dinamarca, 2 de julio de 1991) es un futbolista danés. Juega de centrocampista y su equipo es el Odense BK de la Primera División de Dinamarca.

## Clubes
| Club                | País      | Año       | Partidos | Goles |
| ------------------- | --------- | --------- | -------- | ----- |
| SønderjyskE         | Dinamarca | 2009-2015 | 151      | 14    |
| Esbjerg fB          | Dinamarca | 2015-2017 | 45       | 5     |
| Hammarby IF         | Suecia    | 2017-2019 | 66       | 13    |
| F. C. Ingolstadt 04 | Alemania  | 2019-2021 | 82       | 6     |
| Hammarby IF         | Suecia    | 2021-2022 | 46       | 5     |
| Odense BK           | Dinamarca | 2022-     | 82       | 5     |